# Agasthenes swezeyi
Agasthenes swezeyi är en stekelart som först beskrevs av Joseph Augustine Cushman 1924.  Agasthenes swezeyi ingår i släktet Agasthenes och familjen brokparasitsteklar. Inga underarter finns listade i Catalogue of Life.